# H1504+65
Désignations
H1504+65 est une énigmatique naine blanche de la constellation de la Petite Ourse de type spectral DZQ1. Avec une température de surface de 200 000 K et une atmosphère composée à peu près à moitié de carbone, à moitié d'oxygène et à 2 % de néon, il s'agit de l'une des naines blanches les plus chaudes jamais découvertes. On pense qu'il s'agit du cœur d'une étoile en phase post-AGB, mais sa composition demeure inexplicable par les modèles d'évolution stellaire actuels.